# Hălceni, Iași
Hălceni este un sat în comuna Șipote din județul Iași, Moldova, România.